# Sokoline
Sokoline su naseljeno mjesto u općini Kotor Varoš, Republika Srpska, Bosna i Hercegovina.

## Stanovništvo

### Popisi 1971. – 1991.
| Sokoline           |              |              |              |
| godina popisa      | 1991.        | 1981.        | 1971.        |
| Hrvati             | 497 (98,61%) | 478 (99,17%) | 382 (99,47%) |
| Srbi               | 1 (0,19%)    | 4 (0,82%)    | 1 (0,26%)    |
| Muslimani          | 0            | 0            | 0            |
| Jugoslaveni        | 0            | 0            | 0            |
| ostali i nepoznato | 6 (1,19%)    | 0            | 1 (0,26%)    |
| ukupno             | 504          | 482          | 384          |

### Popis 2013.
| Sokoline           |       |
| godina popisa      | 2013. |
| Hrvati             | 0     |
| Srbi               | 0     |
| Bošnjaci           | 0     |
| ostali i nepoznato | 0     |
| ukupno             | 0     |

## Župa Sokoline
Župa Sokoline osnovana je 1872. godine odvajanjem od župe Kotorišće (Kotor Varoš). Od tada vodi matične knjige.
Više od jednoga stoljeća (do 1871.) u Sokolinama je bilo sjedište prostrane kotorvaroške župe. Prvotna župna crkva u Sokolinama izgrađena je između 1873. i 1874. god. Ona je bila u uporabi do konca 19. stoljeća. Godine 1901. podignuta je nova crkva s krovom od dasaka, koje su 1934-35. zamijenjene crijepom. Početkom 20. stoljeća u crkvi se nalazio Gospin kip, što ga je u prvoj polovici 19. st. izradio fra Grgo Kotromanović (preminuo 1864.), koji je inače radio svetačke slike u drvetu za crkve u Podmilačju, Jajcu, Gučoj Gori, Fojnici, Kotor Varošu, Ovčarevu i Docu. Crkva je bila obnovljena osamdesetih godina.
U župi se nalazi podružna crkva Sv. Ilije u Jakotini, izgrađena 1981-84, te nekoliko grobljanskih kapelica.
Na mjestu prvotne župne kuće podignuta je nova 1922. god. Sadašnja župna kuća izgrađena je 1980-81. god. U njezinom sklopu nalazi se i vjeronaučna dvorana.
Župa Sokoline imala je 1877. god. 732 vjernika, a 1935. god. 1.070. Ona godine 1991. ima 1.526 vjernika (1974:1.500), tako da se moglo govoriti o stagnaciji broja vjernika. Tomu je razlog u iseljavanju. Župu tvore sljedeća naselja: Sokoline, Jakotina, Postolje, Srednje Brdo, Viševica i Zagrađe.
U zadnjem ratu (1992.) svi župljani su protjerani, župna crkva je zapaljena, župni ured potpuno uništen i devastiran. Grobljanske kapelice u Sokolinama i Viševicama su uništene kao i filijalna crkva sv. Ilije u selu Jakotina. Do danas u župi Sokoline nema ni jednog povratnika. Crkva i župni ured djelomično su 2000. sanirani i zaštićeni od daljnjeg propadanja. Župa pripada franjevčakoj provinciji sv. Križa Bosni Srebrenoj, samostankom području Jajce.